# Jaroslav Jiljí Jahn

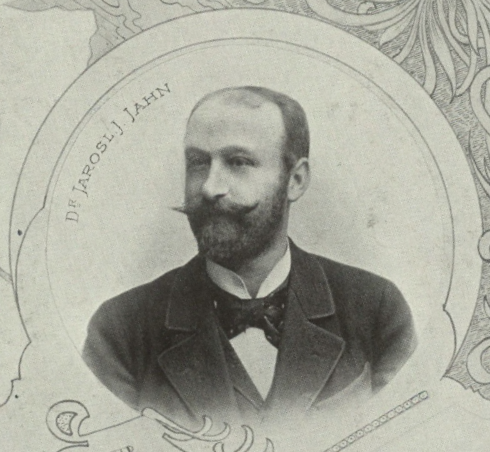
Jaroslav Jiljí Jahn (c. 1895)

Jaroslav Jiljí Jahn ( Pardubice, República Checa, 21 de maio de 1865 – Praga, 21 de outubro de 1934) foi um geólogo e minerologista Checo.
Participou  com a descrição dos equinodermos, parte  dos 22 volumes do "Système silurien du centre de la Bohême", obra  iniciada por Joachim Barrande ( 1799-1883)